# دل هندرسون
دل هندرسون (انگلیسی: Dell Henderson؛ ۵ ژوئیهٔ ۱۸۷۷ – ۲ دسامبر ۱۹۵۶) یک هنرپیشه، فیلم‌نامه‌نویس، و کارگردان اهل کانادا بود.
از فیلم‌ها یا برنامه‌های تلویزیونی که وی در آن نقش داشته است می‌توان به دلفریب، راگلزهای رد گپ، آدم‌کشی و مردم عادی اشاره کرد.

## فیلم‌شناسی
- Monday Morning in a Coney Island Police Court (1908)
- دو برادر (۱۹۱۰)
- Ramona (1910)
- A Romance of the Western Hills (1910)
- The Unchanging Sea (1910)
- In the Border States (1910)
- His Trust (1911)
- His Trust Fulfilled (1911)
- Was He a Coward? (1911)
- The Lonedale Operator (1911)
- Enoch Arden (1911)
- The Primal Call (1911)
- The Last Drop of Water (1911)
- The Making of a Man (1911)
- Love in the Hills (1911)
- The Battle (1911)
- برای پسرش (۱۹۱۲)
- A String of Pearls (1912)
- بانگی از ژرفنا (۱۹۱۲)
- A Dash Through the Clouds (1912) - نویسنده
- A Girl's Stratagem (1913)
- Red Hicks Defies the World (1913 - کارگردان)
- The Mothering Heart (1913)
- Black and White (1913 - کارگردان)
- A Modest Hero (1913 - کارگردان)
- The Battle at Elderbush Gulch (1913)
- عموزاده دهاتی ما (۱۹۱۴ - کارگردان)
- در میان سوگواران (۱۹۱۴ - کارگردان)
- تعصب (فیلم ۱۹۱۶) (۱۹۱۶)
- Outcast (1917) - کارگردان)
- The Beautiful Adventure (1917 - کارگردان)
- The Shark (1920 - کارگردان)
- Dynamite Allen (1921 - کارگردان)
- The Bad Lands (1925 - کارگردان)
- The Clinging Vine (1926)
- مردم عادی (۱۹۲۸)
- The Patsy (1928)
- Riley the Cop (1928)
- نمایش مردم (۱۹۲۸)
- اشتباه دوباره (۱۹۲۹)
- آدم‌کشی (فیلم) (۱۹۳۰)
- بالای یک درخت (1930)
- ویندی رایلی به هالیوود می‌رود (۱۹۳۱، کوتاه)
- Forbidden Adventure (1931), also known as Newly Rich
- Choo-Choo! (۱۹۳۲)
- Men in Black (1934)
- You're Telling Me! (۱۹۳۴)
- The Notorious Sophie Lang (1934)
- The Old Fashioned Way (1934)
- Mrs. Wiggs of the Cabbage Patch (1934)
- این یک هدیه‌ست (۱۹۳۴)
- راگلزهای رد گپ (۱۹۳۵)
- جوانان مبارز (۱۹۳۵)
- شقایق (۱۹۳۶)
- A Message to Garcia (1936)
- روابط ما (۱۹۳۶)
- Goodbye Broadway (1938)
- The Big Noise (1944)
- Nothing But Trouble (1944)
- لوئیزا (فیلم) (۱۹۵۰)